# ゆめタウンシティモール
ゆめタウンシティモールは、熊本県荒尾市にあるショッピングセンター。
イズミ直営売場（旧ニコニコ堂あらおシティモール→ゆめタウンあらお）の他、DCM(旧・ホームセンターサンコー→DCMダイキ)を核店舗としている。

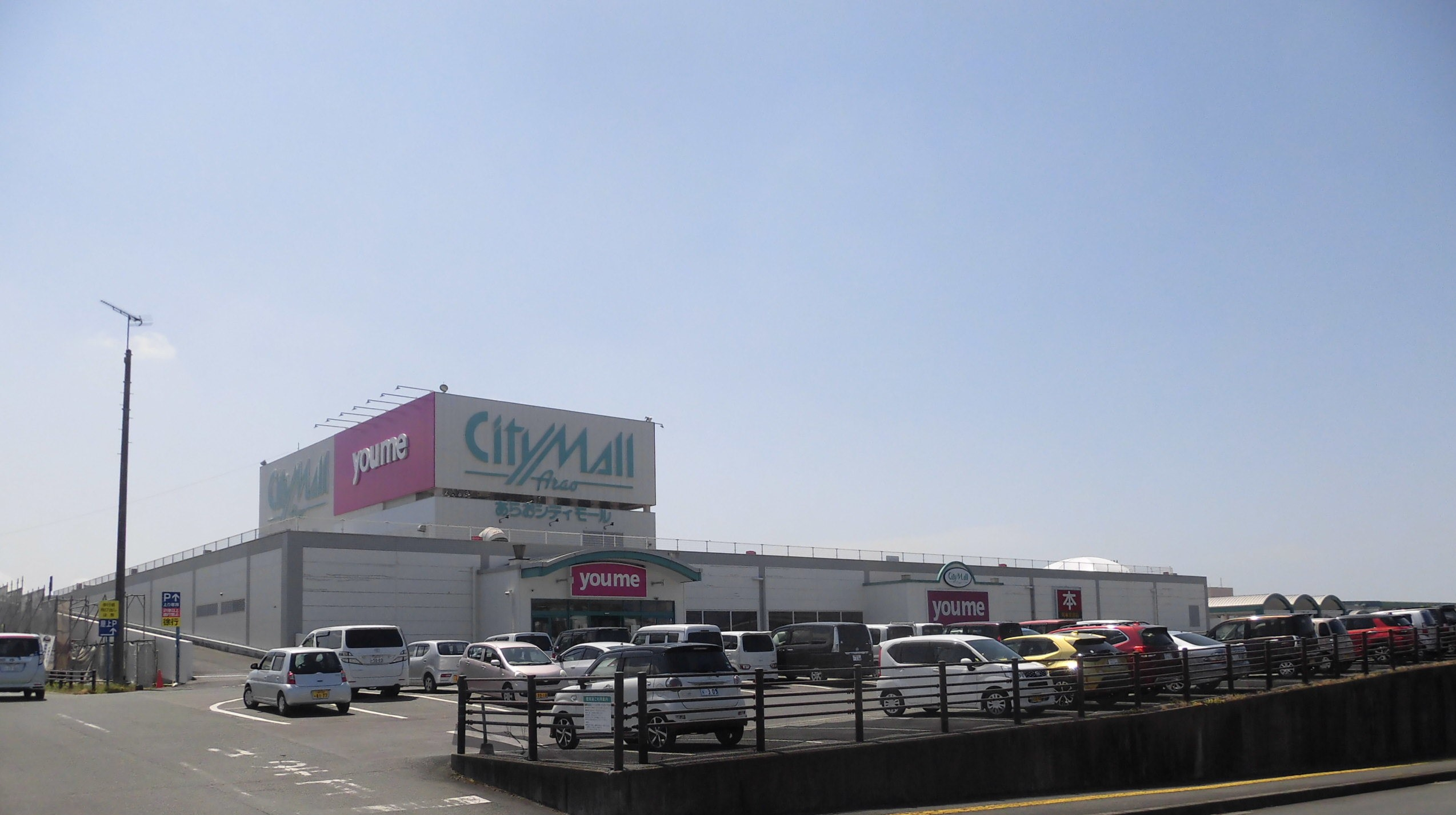
あらおシティモール（ゆめタウンあらお側）

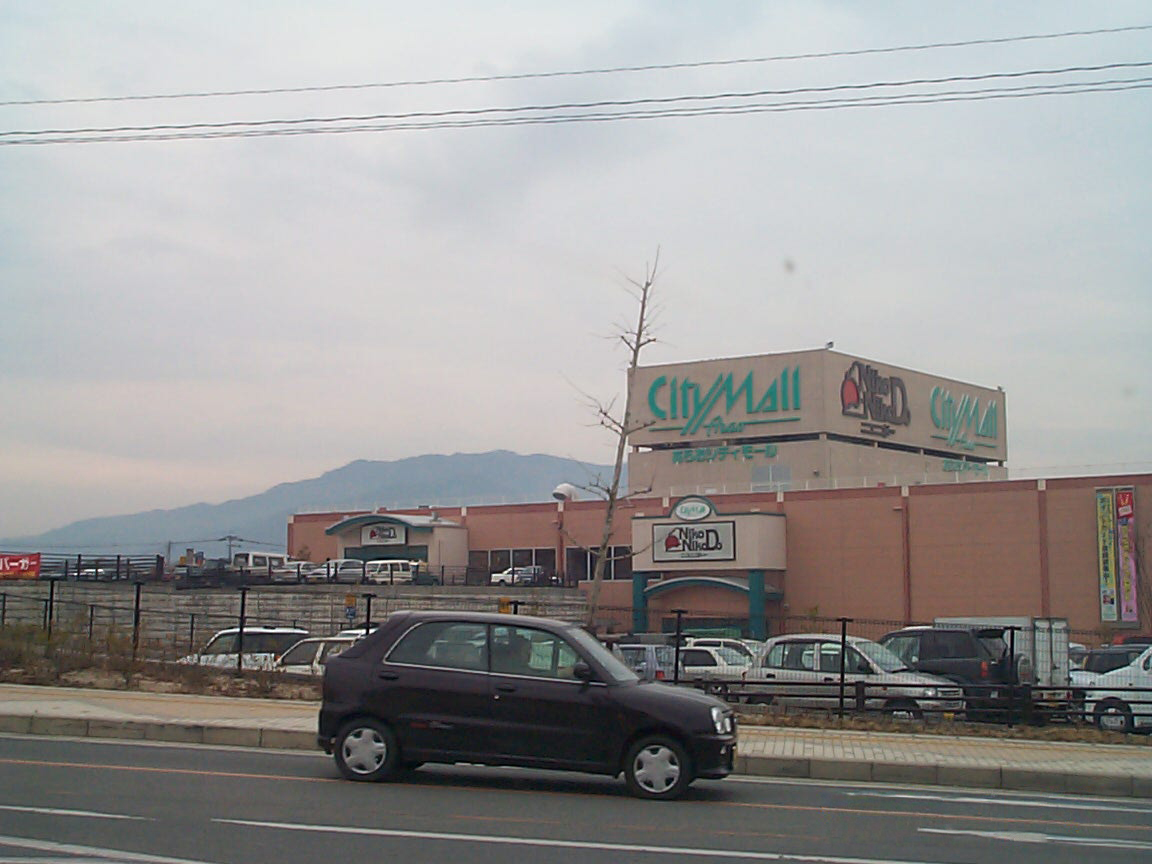
核テナントがニコニコドーだった当時の写真

## 概要
- 建物名称 - ゆめタウンシティモール
- ディベロッパー - 荒尾シティプラン株式会社、株式会社イズミ
- 敷地面積 - 約89,000m2
- 延床面積 - 42,000m2
- 営業面積 - 31,720m2
- 売場面積 - 27,459m2
  - DCM - 5,037m2
  - 専門店 - 4,900m2
  - 共用通路 - 4,404m2
- 駐車台数 - 2,000台
- 駐輪台数 - 600台

## 沿革
- 1997年4月25日 - あらおシティモールとして開業。
- 2002年8月24日 - イズミへの経営譲渡により、それまで核店舗の1つであったニコニコ堂が「ゆめタウンあらお」となる。
- 2021年8月 - 核テナントの一つであった鶴屋百貨店が撤退。
- 2022年
  - 4月 - ディベロッパーの一つ、荒尾シティプラン株式会社が荒尾商業開発株式会社を吸収合併、施設運営の一部をイズミに委託[1]。
  - 9月15日 - 全館がイズミの運営となり、「ゆめタウンシティモール」に改称。

## 主なテナント・施設等

### 核テナント
- ゆめタウンあらお
- DCM

### 専門店
- auショップ
- ソフトバンクショップ
- ウィルコムプラザ
- ロータス観光（JTB特約店）
- フォトマジック
- ホームドライ
- タツミヤ
- ヘルシーアイ　めがね・補聴器　生眼堂
- ファミリーシューズ　ラポート
- BARBER'S（バーバーズ）
- ハニーズ
- ラパックス
- タイムタイム
- ジュエルカフェ
- ミーツ
- 紀伊國屋書店
- グリーンモールハウジング
- モーリーファンタジー
- 荒尾市 市民サービスセンター

### 飲食店関連
- どんどんまるや
- 玲佳ラーメン
- 本場インド料理 サンジ
- ピザ&グレープ ミント
- 中国厨房 美麗
- マクドナルド

## 交通アクセス

### 公共交通機関
- JR鹿児島本線荒尾駅より
  - タクシーで約10分。
  - 産交バス「バスセンター」または「八幡校前」行き乗車、「あらおシティモール」または「バスセンター」停留所下車。
    - 経由により運賃と所要時間が異なるので注意が必要。

- JR鹿児島本線 大牟田駅より タクシーで約25分。

### 自家用車
福岡方面からの場合
- 九州自動車道南関ICより、グリーンランド方面へ約25分。
- 国道208号（下り）の宮内交差点を左折。

熊本方面からの場合
- 九州自動車道菊水ICより、グリーンランド方面へ約25分。
- 国道208号（上り）の本村交差点を右折。

## 周辺施設
- グリーンランド
- 荒尾総合文化センター
- 荒尾市立緑ヶ丘小学校
- 荒尾運動公園
- 荒尾市民体育館
- 荒尾体育センター